# Stobart Air

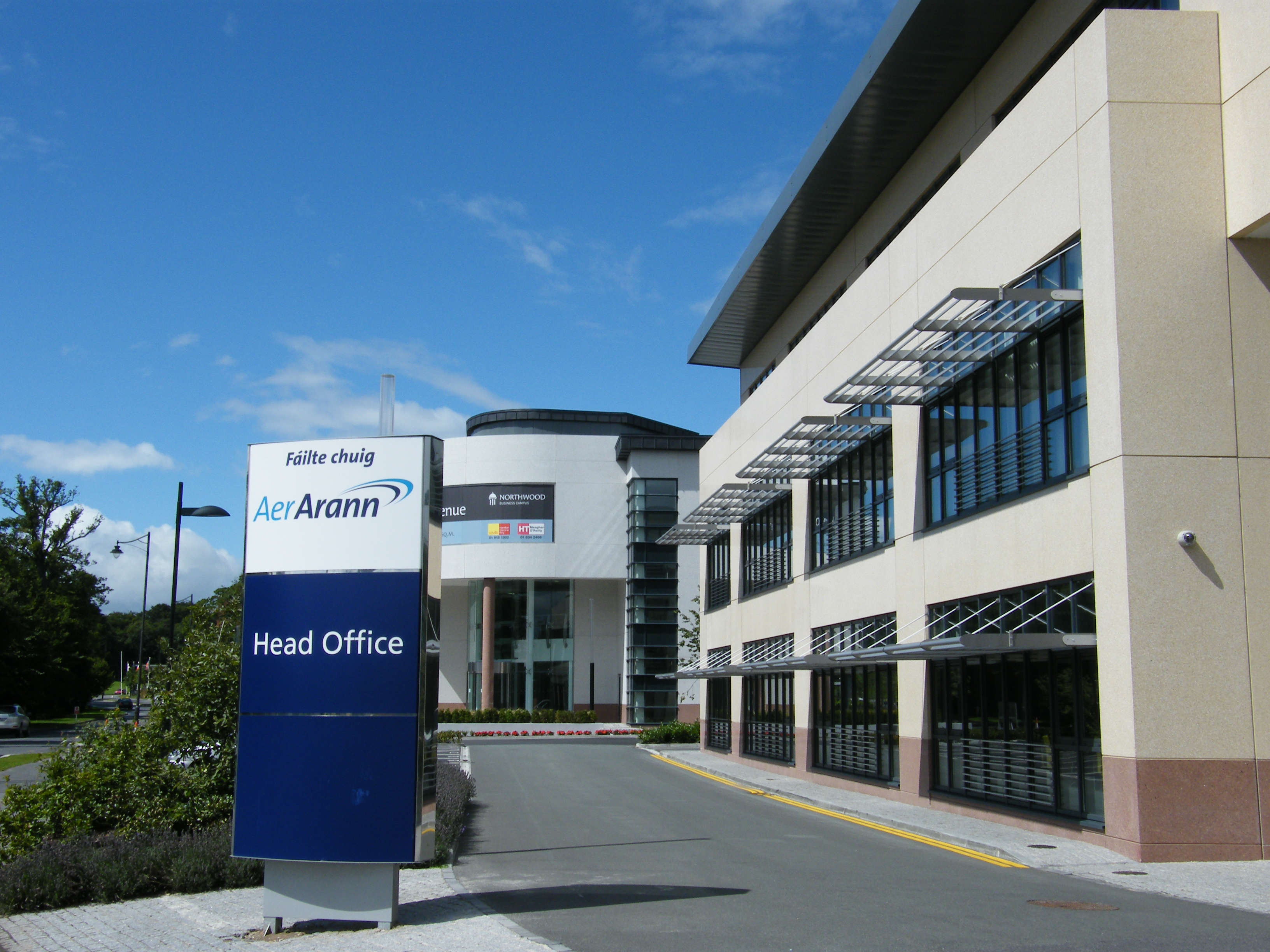
Sede central de Stobart Air (antes Aer Arann's) headquarters en Dublín

Comhfhorbairt (Gaillimh) Limited comercializado como Stobart Air (antes Aer Arann) fue una aerolínea regional basada en Dublín, Irlanda. La aerolínea operaba servicios regulares bajo las marcas Aer Lingus Regional y Flybe. La aerolínea tenía 3 bases operativas en Cork y Dublín operando bajo la marca Aer Lingus Regional y en London Southend bajo la marca Flybe. Anteriormente también operaba en Cardiff para CityJet.
Stobart Air fue poseída por Everdeal Holdings Limited, la cual está poseída por Stobart Group con un 45%;  Invesco con un 42%; Cenkos Securities con un 8%; y Pádraig Ó Céidigh con un 5%, Aer Arann's former Chairman. Stobart Group tiene opción de adquirir el control absoluto de la aerolínea aumentando su participación por un 55% a 100%.
La aerolínea cesó sus operaciones el día 12 de junio de 2021. 

## Historia

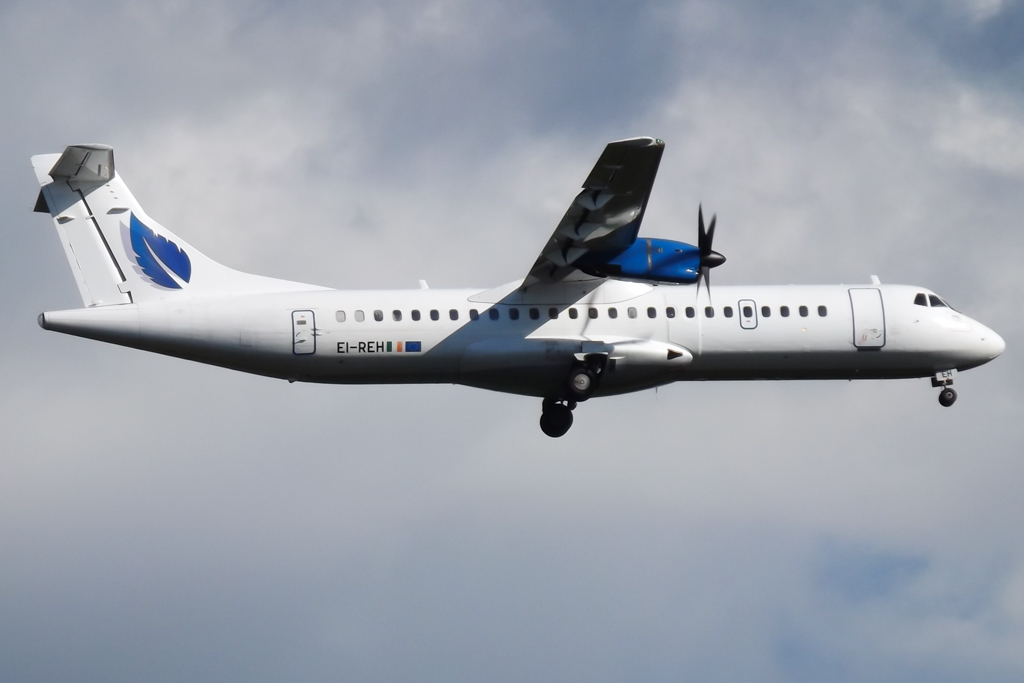
ATR 72-200 de Sobart Air (EI-REH) aterrizando en el Aeropuerto de Glasgow, Escocia (2014)

### Formación
El 19 de marzo de 2014, Aer Arann anunció que cambiaría el nombre de su corporación a Stobart Air para finales de 2014.

### Diversificación
Stobart Air anunció el 25 de marzo de 2014 que se diversificaba de operar exclusivamente para Aer Lingus anunciando un acuerdo de cinco años con Flybe para operar seis rutas en el norte de Europa y Benelux desde el 5 de junio de 2014.

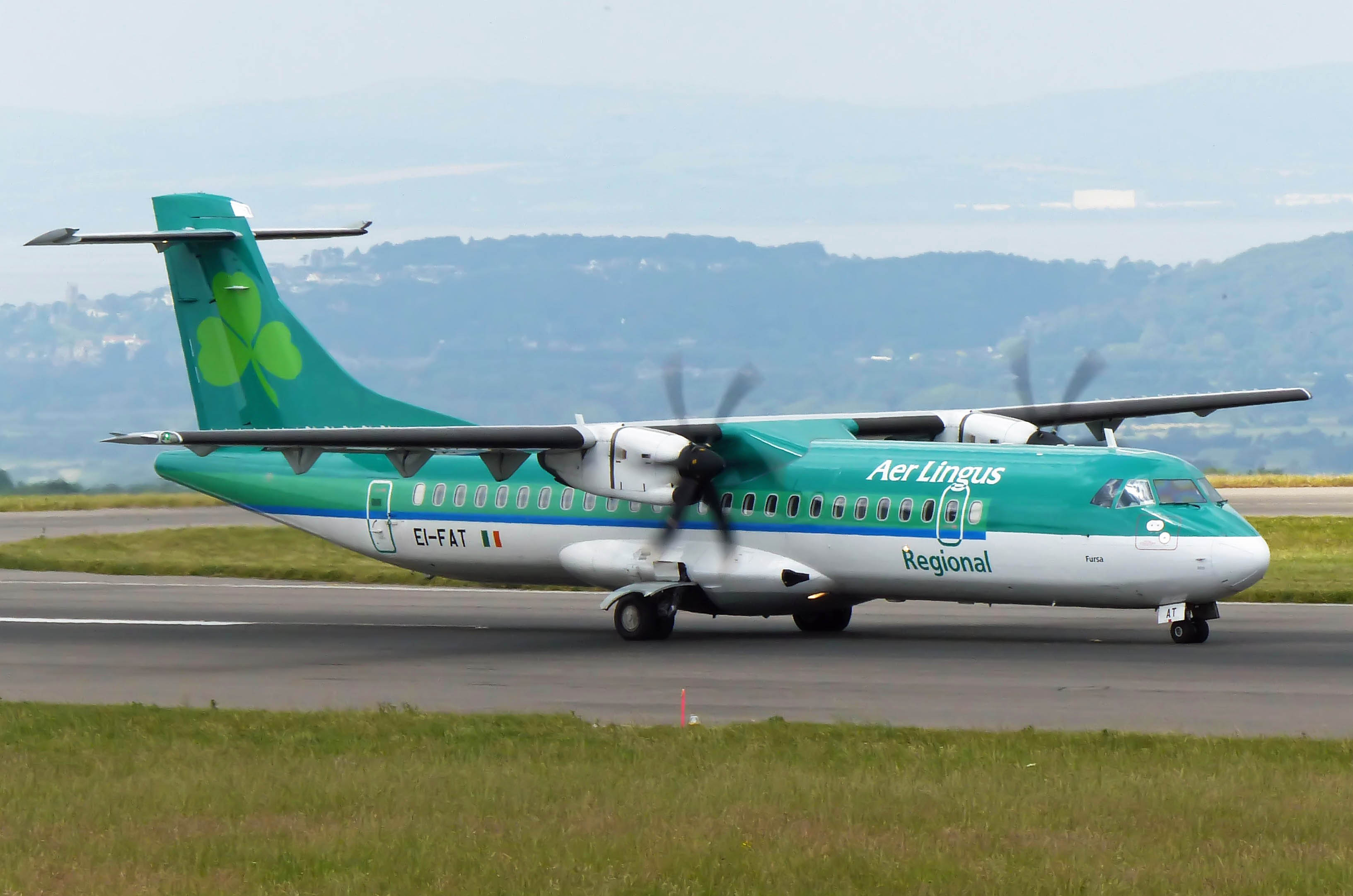
ATR 72-600 (EI-FAT) de Stobart Air durante la carrera de despegue en el Aeropuerto de Bristol, Inglaterra (2014)

En noviembre de 2014 anunció que Stobart Air iba a operar dos rutas desde Cardiff a Edimburgo y París-Orly en nombre de CityJet desde el 1 de diciembre de 2014.

## Destinos
| Países       | Destinos            | Aeropuertos                                     |
| ------------ | ------------------- | ----------------------------------------------- |
| España       | Málaga              | Aeropuerto de Málaga-Costa del Sol              |
| Francia      | Angers              | Aeropuerto de Angers-Loire                      |
| Francia      | Brest               | Aeropuerto de Brest-Bretagne                    |
| Francia      | Burdeos             | Aeropuerto de Burdeos-Mérignac                  |
| Francia      | Caen                | Aeropuerto de Caen-Carpiquet                    |
| Francia      | Lorient             | Aeropuerto de Lorient-Sur de Bretaña            |
| Francia      | La Rochelle         | Aeropuerto de La Rochelle-Île de Ré             |
| Francia      | Nantes              | Aeropuerto de Nantes Atlantique                 |
| Francia      | París               | Aeropuerto de París-Charles de Gaulle           |
| Francia      | Rennes              | Aeropuerto de Rennes Saint-Jacques (estacional) |
| Irlanda      | Cork                | Aeropuerto de Cork (hub)                        |
| Irlanda      | Donegal             | Aeropuerto de Donegal                           |
| Irlanda      | Dublín              | Aeropuerto de Dublín (hub)                      |
| Irlanda      | Galway              | Aeropuerto de Galway (base)                     |
| Irlanda      | Kerry               | Aeropuerto de Kerry                             |
| Irlanda      | Knock               | Aeropuerto de Knock                             |
| Irlanda      | Shannon             | Aeropuerto de Shannon (base)                    |
| Irlanda      | Sligo               | Aeropuerto de Sligo                             |
| Irlanda      | Waterford           | Aeropuerto de Waterford                         |
| Isla de Man  | Isla de Man         | Aeropuerto de la Isla de Man (base)             |
| Jersey       | Jersey              | Aeropuerto de Jersey (estacional)               |
| Países Bajos | Ámsterdam           | Aeropuerto de Ámsterdam-Schiphol                |
| Países Bajos | Groninga            | Aeropuerto de Groningen Eelde                   |
| Portugal     | Faro                | Aeropuerto de Faro                              |
| Reino Unido  | Aberdeen            | Aeropuerto de Aberdeen                          |
| Reino Unido  | Belfast             | Aeropuerto de la Ciudad de Belfast George Best  |
| Reino Unido  | Birmingham          | Aeropuerto Int. de Birmingham-West Midlands     |
| Reino Unido  | Blackpool           | Aeropuerto Internacional de Blackpool           |
| Reino Unido  | Bournemouth         | Aeropuerto Internacional de Bournemouth         |
| Reino Unido  | Bristol             | Aeropuerto Internacional de Bristol             |
| Reino Unido  | Cardiff             | Aeropuerto Int. de Cardiff                      |
| Reino Unido  | Derry               | Aeropuerto de la Ciudad de Derry                |
| Reino Unido  | Doncaster/Sheffield | Aeropuerto de Doncaster-Sheffield               |
| Reino Unido  | Edimburgo           | Aeropuerto de Edimburgo                         |
| Reino Unido  | East Midlands       | Aeropuerto de East Midlands                     |
| Reino Unido  | Exeter              | Aeropuerto Int. de Exeter                       |
| Reino Unido  | Glasgow             | Aeropuerto de Glasgow Prestwick                 |
| Reino Unido  | Glasgow             | Aeropuerto Int. de Glasgow                      |
| Reino Unido  | Inverness           | Aeropuerto de Inverness                         |
| Reino Unido  | Leeds               | Aeropuerto Internacional de Leeds Bradford      |
| Reino Unido  | Liverpool           | Aeropuerto de Liverpool-John Lennon             |
| Reino Unido  | Londres             | Aeropuerto de la Ciudad de Londres              |
| Reino Unido  | Londres             | Aeropuerto de Londres-Luton                     |
| Reino Unido  | Londres             | Aeropuerto de Londres-Southend                  |
| Reino Unido  | Mánchester          | Aeropuerto de Mánchester                        |
| Reino Unido  | Newcastle upon Tyne | Aeropuerto de Newcastle upon Tyne               |
| Reino Unido  | Newquay             | Aeropuerto de Newquay Cornualles                |
| Reino Unido  | Sheffield           | Aeropuerto de la Ciudad de Sheffield            |
| Reino Unido  | Southampton         | Aeropuerto Int. de Southampton                  |
| Reino Unido  | Teesside            | Aeropuerto Int. de Teeside                      |

* En cursiva los destinos operados para Aer Lingus Regional y FlyBe.

## Flota histórica
La aerolínea durante su existencia operó las siguientes aeronaves:
| Aeronaves    | Total | Introducido | Retirado | Matrículas |
| ------------ | ----- | ----------- | -------- | --- |
| ATR 42       | 5     | 2014        | 2018     | OY-CIR, EI-EHH, EI-CBK, LY-DAT y EI-GEV |
| ATR 72       | 21    | 2014        | 2021     | EI-REH, EI-REI, OY-RUB, EI-REL, EI-REM, EI-FAS, EI-FAT, EI-FAU, EI-FAV, EI-FAW, EI-FAX, EI-FCY, EI-FCZ, EI-FMJ, EI-FMK, EI-GPN, EI-GPO, EI-GPP, EI-FNA, EI-FSK y EI-FSL |
| Embraer E190 | 2     | 2019        | 2021     | EI-GHJ y EI-GHK |
| Embraer E195 | 5     | 2017        | 2019     | G-FBEF, G-FBEH, EI-GGA, EI-GGB, EI-GGC |

## Servicios

### Gold Circle Club
Vuelos escogidos de Aer Lingus Regional acumulan puntos Aer Lingus Gold Circle Club.

### Servicios a bordo
Stobart Air opera un programa de compra a bordo similar al de Aer Lingus.